# Lonerock
La ville américaine de Lonerock est située dans le comté de Gilliam, dans l’État de l’Oregon. Sa population s’élevait à 21 habitants lors du recensement de 2010.

## Source
- (en) Cet article est partiellement ou en totalité issu de l’article de Wikipédia en anglais intitulé « Lonerock, Oregon » (voir la liste des auteurs).